# 이상협 (1986년)
이상협(1986년 8월 3일 ~ )은 대한민국의 전 축구 선수로 포지션은 공격수였다. 왼발을 즐겨 쓰며 상대 골대 왼쪽에서 기회만 나면 왼발슛을 성공시켜 '미친 왼발'이라는 별명을 얻었다.

## 클럽 경력
경기도 용인시 출생으로 동북고등학교를 졸업하였다.
2005년 FC 서울에 입단하여 K리그에 데뷔했으나, 2년 동안 리그 컵을 포함하여 2경기를 뛰는 데 그쳤다. 하지만 2007년부터 FC 서울에 새로 부임한 셰놀 귀네슈 감독에게 팀의 주전으로 중용받으며 경기 출전횟수를 늘리기 시작하였고 2008년 K리그 준우승에 공헌하였다.
2010년, 방승환과 트레이드되며 제주 유나이티드로 이적하였다. 2010 시즌 동안 리그에서 14경기에 출전하며 5골을 넣었다. 시즌 후에 경남 FC의 박진수와 트레이드로 이적할 뻔 하였으나, 박진수가 메디컬 테스트에서 통과하지 못함으로써 이적이 무산되었다. 2011 시즌 전반기에는 3경기 뛰는 데 그쳤고, 2011년 7월 28일 대전 시티즌으로 임대되었다.
2012 시즌 전반기에는 선수등록이 안 되어 있다가 후반기가 되어 상주 상무 피닉스에서 군 복무를 수행할 수 있게 되었다. 2013 시즌 상주 상무에서 이근호와 더불어 공격 핵심으로 자리 잡았다.
2014년 1월 9일 상주 상무에서 군 복무 기간이 아직 남아있지만 원 소속팀인 제주 유나이티드와 전북 현대 모터스의 맞트레이드로 김현과 트레이드되어 전북 현대 모터스로 이적하게 되었다.
4월에 군 복무를 마치고 전북 현대 모터스로 합류하였다.
2015년 7월 31일 성남 FC로 임대되었다.

## 수상

### 클럽

#### FC 서울
- 리그컵: 2006

#### 상주 상무
- K리그 챌린지: 2013